# 什曼基夫奇基

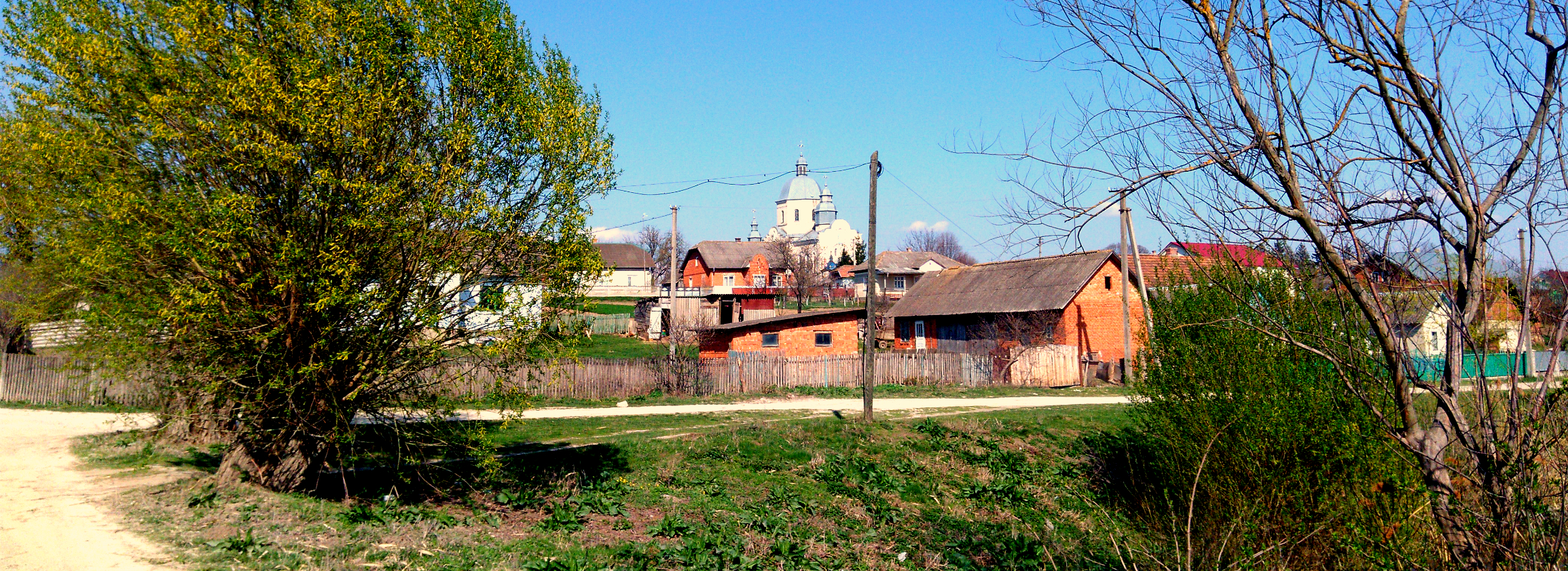

48°58′28″N 25°54′43″E / 48.97444°N 25.91194°E
什曼基夫奇基（羅馬化：Shmankivchyky）是位於烏克蘭西部特諾皮爾州喬爾特基夫區扎沃茨凱市鎮的村莊，始建於1643年，面積2.21平方公里，海拔高度286米，2014年人口891，人口密度每平方公里394人。